# Wagner Moura
Wagner Maniçoba de Moura (Salvador, 27 juni 1976) is een Braziliaans acteur.

## Carrière
Moura studeerde journalistiek aan de Federale Universiteit van Bahia, maar besloot toen om een acteercarrière na te streven. Zijn doorbraak kwam in 2007 toen hij de hoofdrol had in het filmdrama Tropa de Elite. Vervolgens is Moura in toenemende mate verschenen in internationale producties. In 2013 speelde hij in de sci-fi film Elysium. In 2015-2016 vertolkte hij het hoofdpersonage Pablo Escobar in de Netflix-serie Narcos, waarvoor hij een Golden Globe-nominatie ontving.

## Filmografie

### Film
- Pop Killer (1998)
- Rádio Gogó (1999)
- Woman on Top (2000)
- Behind the Sun (2001)
- As Três Marias (2002)
- Caminho das Nuvens (2003)
- Carandiru (2003)
- O Homem do Ano (2003)
- Deus é Brasileiro (2003)
- Nina (2004)
- A Máquina (2005)
- Cidade Baixa (2005)
- Tropa de Elite (2007)
- Saneamento Básico (2007)
- Ó Paí, Ó (2007)
- Romance (2008)
- Blackout (2008)
- Tropa de Elite 2 (2010)
- VIPs (2010)
- O Homem do Futuro (2011)
- Father's Chair (2013)
- Elysium (2013)
- Serra Pelada (2013)
- Praia do Futuro (2014)
- Rio, I Love You (2014)
- Trash (2014)
- Puss in Boots: The Last Wish (2022, stem)
- Civil War (2024)
- O Agente Secreto (2025)

### Televisie
- Sexo Frágil (2003–2004)
- A Lua Me Disse (2005)
- JK (2006)
- Paraíso Tropical (2007)
- A Menina Sem Qualidades (2013)
- Narcos (2015–2016)
- Narcos: Mexico (2018)